# Tibolddaróc
Tibolddaróc là một thị trấn thuộc hạt Borsod-Abaúj-Zemplén, Hungary. Thị trấn này có diện tích 30,34 km², dân số năm 2010 là 1457 người, mật độ 48 người/km².